# Resolution 1769 des UN-Sicherheitsrates
Die Resolution 1769 des UN-Sicherheitsrates ist eine Resolution, die der Sicherheitsrat der Vereinten Nationen auf seiner 5727. Sitzung am 31. Juli 2007 einstimmig angenommen hat. Sie war von Großbritannien und Frankreich eingebracht und von Italien, Belgien, der Republik Kongo, der Slowakei und Peru unterstützt worden. Gegenstand der Resolution ist die Situation in Sudan/Darfur.
Die Resolution autorisiert die Entsendung der gemischten UN/AU-Friedenstruppe UNAMID (Hybrider Einsatz der Afrikanischen Union und der Vereinten Nationen in Darfur) mit einer Truppenstärke von maximal 19.555 Soldaten und 6.432 Polizisten. Die Mission wird die erste in Zusammenarbeit mit der Afrikanischen Union und die größte Friedensmission der Welt sein.
Gemäß Kapitel VII der UN-Charta werden die UNAMID-Angehörigen ermächtigt sein, zur Selbstverteidigung und zum Schutz von Zivilisten und humanitären Operationen auch Gewalt anzuwenden. Die Resolution ruft die Mitgliedsstaaten der UN auf, innerhalb von 30 Tagen nach ihrer Annahme Truppen bereitzustellen, damit die Entsendung der Friedenstruppe im Oktober 2007 beginnen kann. Spätestens am 31. Dezember 2007 sollte die UNAMID das Kommando und die Aufgaben der bestehenden AU-Mission AMIS übernehmen.
Die Resolution rief auch die Konfliktparteien im Darfur-Konflikt (Rebellen und die sudanesische Regierung) zu Verhandlungen und Waffenruhe auf, um den Frieden zu schaffen, den die UNAMID sichern soll.
Ursprünglich sah die Resolution 1769 auch vor, dass die UNAMID illegale Waffen beschlagnahmen kann und dass dem Sudan bei Nicht-Kooperation Sanktionen angedroht werden. In diesen Punkten wurde die Resolution aber auf Druck der sudanesischen Regierung und ihrer Verbündeten gemildert; die UNAMID kann lediglich nach illegalen Waffen „suchen“, und von Sanktionen ist nunmehr keine Rede.